# Stowarzyszenie Pardes
Stowarzyszenie Pardes – żydowska organizacja edukacyjna z siedzibą w Krakowie, której celem jest upowszechnianie pogłębionej wiedzy o judaizmie poprzez wydawanie książek i prowadzenie internetowej jesziwy. Jego założycielem jest rabin Sacha Pecaric, filozof, który w latach 1997-2004 mieszkał w Krakowie i był dyrektorem do spraw religijnych w polskim oddziale Fundacji Ronalda S. Laudera. Stowarzyszenie zostało powołane do życia w 2001 roku.

## Działalność wydawnicza
Stowarzyszenie nastawione jest przede wszystkim na publikowanie przekładów klasycznych dzieł judaizmu, dotychczas niedostępnych w języku polskim. Wydawnictwo opublikowało 30 pozycji, z których najistotniejszą jest pierwsze od ponad 70 lat żydowskie tłumaczenie Tory, stanowiące zarazem jej pierwszy w historii przekład na język polski uwzględniający tradycyjne komentarze rabiniczne (targum, Raszi, riszonim i acharonim).

## Jesziwa
Wiosną 2011 r. Stowarzyszenie powołało do życia Internetową Jesziwę Pardes, największe obecnie forum studiowania judaizmu w Polsce. Pierwszy wykład odbył się w kwietniu 2011 roku, a setny – pod koniec listopada tego samego roku. Zajęcia w jesziwie prowadzi rabin Sacha Pecaric. Wszystkie wykłady są dostępne w internetowym archiwum jesziwy.

## Publikacje
Dotychczasowe publikacje Stowarzyszenia Pardes dotyczą następujących grup tematycznych:
Talmud-Tora (nauczanie Tory jako połączenia Tory Pisanej i Tory Mówionej):
- Księga I Bereszit – Księga Rodzaju (2001) ISBN 838879022
- Księga II Szemot – Księga Wyjścia (2003) ISBN 978-83-61134-56-5
- Księga III Wajikra – Księga Kapłańska (2005) ISBN 978-83-61134-60-2
- Księga IV Bemidbar – Księga Liczb (2005) ISBN 978-83-61134-64-0
- Księga V Dewarim – Księga Powtórzonego Prawa (2006) ISBN 978-83-61134-68-8
- Pirke Awot – Sentencje Ojców (2009) ISBN 978-83-920213-6-0
- Talmud Babiloński Gemara edycji wileńskiej z objaśnieniami i komentarzami ISBN 978-83-61134-84-8
- Berachot rozdz. II • Kiduszin rozdz. III • Bawa Kama rozdz. I (2010) ISBN 978-83-61134-84-8
- Misznajot Szabat (z komentarzem Kehatiego) (2011) ISBN 978-83-61134-44-2
- Czy Torę można czytać po polsku? (2011) ISBN 978-83-923858-7-5 (uzupełnienie Tory Pardes Lauder).

Tanach (tłumaczenia ksiąg Biblii Hebrajskiej, opatrzone komentarzami rabinów):
- Księga Rut (2004), ISBN 83-920213-3-9
- Księga Estery (2006), ISBN 83-920213-1-2
- Księga Jony (2007), ISBN 978-83-923858-2-0
- Kohelet (2007), ISBN 978-83-923858-1-3
- Pieśń nad Pieśniami (2008) ISBN 978-83-61134-20-6;

Halacha, modlitwa, święta (książki o żydowskim prawie religijnym i obchodzeniu świąt):
- rabin Zew Greenwald – Bramy Halachy. Religijne prawo żydowskie (2005) ISBN 978-83-61134-16-9
- Modlitewnik żydowski Pardes Lauder (2005) ISBN 83-920213-2-0
- Pardes Zemirot. Pieśni szabatowe i błogosławieństwo po jedzeniu (2008) ISBN 83-916966-2-6
- Hagada na Pesach (2008) ISBN 978-83-61134-08-4

Kabała (wprowadzenie do żydowskiego mistycyzmu):
- raw Mosze Kordowero – Palma Dewory (2007) ISBN 978-83-923858-8-2
- rabin Jechiel Bar-Lew – Kabała. Pieśń duszy (2009) ISBN 978-83-61134-48-0
- rabin Matityachu Glazerson – Muzyka i kabała (2011) ISBN 978-83-61134-32-9
- Jiří Langer – Miłosna mistyka kabaly : [światy, słowa, sny] (2015) ISBN 978-83-61134-25-1

Filozofia i etyka:
- rabin Elijahu Eliezer Dessler – Pożądaj prawdy, cz. 1 ISBN 83-916966-5-0 i 2 ISBN 83-916966-8-5 (2003)
- raw Mosze Chaijm Luzzatto – Ścieżka sprawiedliwych (2005) ISBN 83-920213-4-7, (2011) ISBN 978-83-61134-36-7
- rabin Elijahu Eliezer Dessler – List Eliasza (2006) ISBN 83-920213-9-8
- Majmonides – Przewodnik błądzących (2008) ISBN 978-83-61134-04-6
- Judaizm bez tajemnic (2009, 2012) ISBN 978-83-61134-80-0, ISBN 978-83-61134-88-6
- Dziesięć przykazań (2009) ISBN 978-83-61134-76-3

Żydowska kultura i literatura:
- Głosy z Aszkenaz. Przysłowia i powiedzenia żydowskie (2007) ISBN 978-83-61134-00-8
- Shmuley Boteach – Koszerny sex (2009) ISBN 978-83-61134-28-2

- Isidor Grunfeld – Szabat (2011) ISBN 978-83-61134-40-4